# Adrolampis arrogans
Adrolampis arrogans är en insektsart som beskrevs av Marius Descamps 1983. Adrolampis arrogans ingår i släktet Adrolampis och familjen Romaleidae. Inga underarter finns listade i Catalogue of Life.